# José Donato Pes Pérez
José Donato Pes Pérez (Zaragoza, 1943. április 7. – 2022. december 17.) spanyol nemzetközi labdarúgó-játékvezető.

## Pályafutása
Játékvezetésből Zaragozában vizsgázott. A RFEF Játékvezető Bizottságának (JB) minősítésével 1975-től a Liga Adelante, majd 1977-től a Primera División játékvezetője. Küldési gyakorlat szerint rendszeres partbírói szolgálatot végzett. A nemzeti játékvezetéstől 1989-ben visszavonult. Liga Adelante mérkőzéseinek száma: 32. Primera División mérkőzéseinek száma: 128 (1977. 9. 18.–1989. 12. 30.). Vezetett kupadöntők száma: 2.
| Időpont              | Helyszín                            | Mérkőzés típusa                    | Mérkőzés                     | Eredmény | Nézők száma |
| -------------------- | ----------------------------------- | ---------------------------------- | ---------------------------- | -------- | ----------- |
| 1977. szeptember 18. | Ramón de Carranza, Cádiz            | első Primera División mérkőzése    | Cádiz CF–Real Sociedad       | 2 – 0    |             |
| 1982. december 28.   | Santiago Bernabéu stadion, Madrid   | Spanyol labdarúgó-szuperkupa döntő | Real Madrid CF–Real Sociedad | 1 – 0    | 45 000      |
| 1988. szeptember 29. | Camp Nou, Barcelona                 | Spanyol labdarúgó-szuperkupa döntő | FC Barcelona–Real Madrid CF  | 3 – 1    | 55 000      |
| 1989. december 30.   | Heliodoro Rodríguez López, Tenerife | utolsó Primera División mérkőzése  | CD Tenerife–Valencia CF      | 3 – 1    |             |

A Spanyol labdarúgó-szövetség JB terjesztette fel nemzetközi játékvezetőnek, a Nemzetközi Labdarúgó-szövetség (FIFA) 1984-től tartotta nyilván bírói keretében. A FIFA JB központi nyelvei közül a spanyolt beszéli. Több nemzetek közötti válogatott, valamint UEFA-kupa és Bajnokcsapatok Európa-kupája klubmérkőzést vezetett, vagy működő társának partbíróként segített. A  nemzetközi játékvezetéstől 1988-ban búcsúzott.
Az UEFA JB küldésére irányította a Bajnokcsapatok Európa-kupája találkozót.
| Időpont              | Helyszín           | Mérkőzés típusa           | Mérkőzés                                   | Eredmény | Nézők száma |
| -------------------- | ------------------ | ------------------------- | ------------------------------------------ | -------- | ----------- |
| 1984. szeptember 18. | Letzigrund, Zürich | előselejtező (C. csoport) | Grasshopper Club Zürich–Budapest Honvéd FC | 3 – 1    | 6500        |